# Charles Cabrier II
Charles Cabrier II (fl. XVIII secolo) è stato un orologiaio inglese del XVIII secolo.

## Biografia
Charles Cabrier II fu il più importante costruttore di orologi dei tre omonimi Cabrier: Charles I fu suo padre e Charles III suo figlio. I Cabrier costituiscono una notissima dinastia di orologiai ugonotti stabilitisi a Londra a seguito della revoca dell'Editto di Nantes (1685). I loro orologi costruiti nell'arco di circa mezzo secolo si sono conservati in numero relativamente elevato.
Apprendista nel 1719, Charles Cabrier II fu membro della Worshipful Company of Clockmakers dal 1726; Master dal 1757 al 1772. Molti suoi orologi - da tavolo, da carrozza e da tasca - sono conservati in numerose collezioni e musei anglosassoni, germanici, svedesi e russi. Al Museo Galileo di Firenze è esposto un orologio da carrozza da lui costruito attorno al 1730.